# Łupek sapropelowy
Uzasadnienie:  to samo 
Łupek sapropelowy – skała osadowa bardzo drobnoziarnista, o wyraźnej kierunkowości, często laminowana lub warstwowana. Odmiana łupka węglowego.
W zależności od pochodzenia i składu petrograficznego wyróżnia się:
- łupki boghedowe
- łupki kennelskie
- kukersyt